# Citrino (mineral)

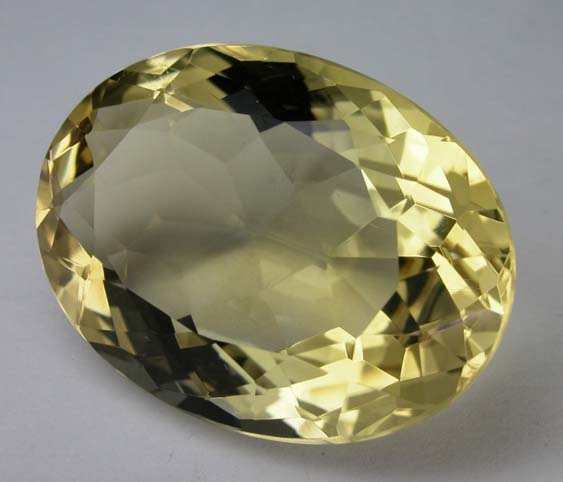
Citrino lapidado.

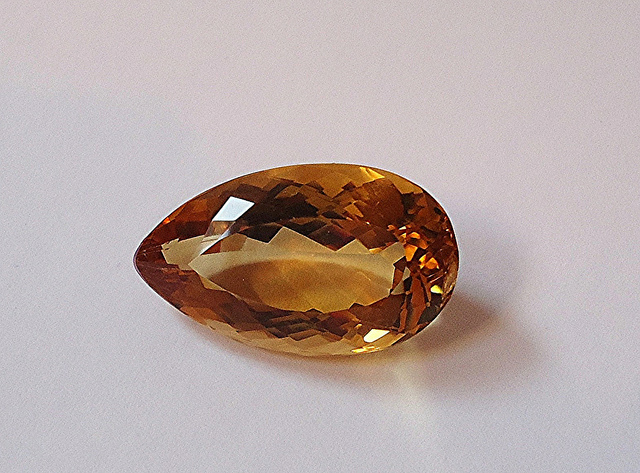
Citrino laranja brasileiro lapidado.

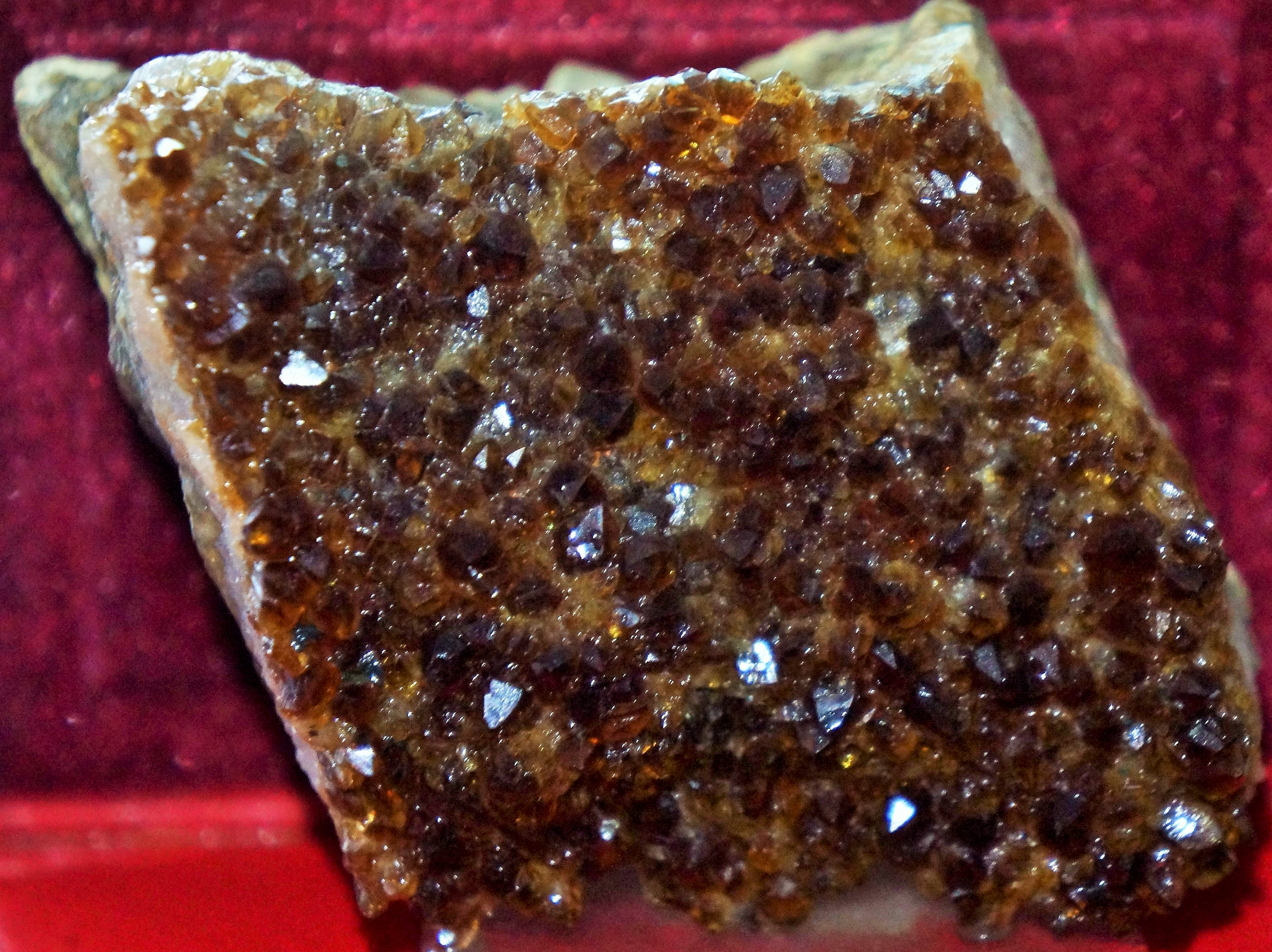
Citrino bruto de Minas Gerais, Brasil

Citrino, também chamado de quartzo citrino (há várias outras denominações impróprias, como citrino-topázio) é uma variedade de quartzo de cor amarela, laranja, excepcionalmente vermelha. Basicamente, é um quartzo com impurezas férricas.
A maior parte do citrino comercial é na verdade ametista ou quartzo fumado aquecido artificialmente. Contudo, a pedra tratada termicamente pode apresentar diferenças, entre elas uma cor mais rosada característica da pedra original. O valor comercial, porém, é o mesmo, pelo menos no Brasil. O quartzo citrino é uma pedra preciosa de baixo preço, mais barata que a ametista, mas, mesmo assim, muito apreciada e muito usada em joalheria. O Brasil e a Escócia são os maiores produtores mundiais de citrino. O Brasil lidera a produção de ametista, quartzo rosa e quartzo incolor, com muito da produção vindo do Rio Grande do Sul.
Esta variedade de quartzo é muitas vezes usado como substituto de muitas pedras preciosas amarelas como topázio ou safiras.